# TFX (Fernsehsender)
TFX (bis Januar 2018 NT1) ist ein privater französischer Fernsehsender, eine Art Vollprogramm.

## Geschichte
Der Start von NT1 war auf der Plattform ABsat der AB Groupe geplant. Am Ende des Jahres 2004 plante die AB Groupe den Sender La Quatre (Das Vierte) zu nennen. Jedoch kam es nicht dazu, da France Télévisions angekündigt hatte, ihren Sender Festival in France 4 umzubenennen. Dies führte dazu, dass AB Groupe den Sender nun doch wieder NT1 nennt.
Im Juni 2009 wurde der Sender von der Groupe TF1 gekauft.

## Empfang in Deutschland
NT1 ist in Deutschland über den Satelliten Hot Bird auf 13° Ost sowie über Astra auf 19,2° Ost verschlüsselt zu empfangen. In den Grenzregionen zu Frankreich kann NT1 über DVB-T empfangen werden.